# Merijn Zeeman
Merijn Zeeman (Alkmaar, 12 december 1978) is een Nederlands bestuurder binnen de sportwereld. Hij was sportief directeur bij het Nederlandse Team Visma-Lease a Bike en is sinds 1 december 2024 algemeen directeur bij AZ.

## Carrière
Zowel zijn moeder uit Callantsoog en vader uit Schagen waren beide werkzaam in het onderwijs.  Naast de opleiding op school waren hij en broer Thijs Zeeman actief in allerlei sporten in de kop van Noord-Holland. Merijn voetbalde enige tijd bij AFC '34, schaatste en deed aan wielrennen. Hij studeerde twee jaar bewegingswetenschappen aan de Vrije Universiteit Amsterdam, woonde ook in die stad. Hij maakte de studie niet af, na twee jaar verruilde hij die studie in 2001 voor lessen aan de Academie voor Lichamelijke Opvoeding. Hij gaf daarna gymlessen aan een middelbare school in Hoorn.
Na een loopbaan als amateurrenner werd Zeeman in 2008 ploegleider bij Skil-Shimano, waarmee hij op 29-jarige leeftijd de jongste leider van een Nederlandse wielerploeg werd. Hij rondde in 2012 aan de Johan Cruyff Institute of Sport een coachopleiding af.
Zeeman maakte in 2012/2013 de overstap naar de Rabobank-wielerploeg en werkte daar achttien dagen, voordat het team vanwege dopingperikelen zonder sponsor kwam te zitten. Hij maakte diverse naamswijzigingen mee, het team dat sinds 2019 als Team Jumbo-Visma bekend staat; sinds 2024 Visma Lease a Bike.
In april 2024 werd bekend dat na het wielerseizoen Zeeman Team Visma-Lease a Bike zou verlaten en per 1 december 2024 aan de slag ging als algemeen directeur van de Alkmaarse voetbalclub AZ. Hij werd er opvolger van Toon Gerbrands en Robert Eenhoorn, die in Zeemans ogen de club de benodigde stabiliteit brachten na het debacle Dirk Scheringa.

## Privéleven
Zeeman is getrouwd en heeft twee kinderen. Hij is de oudere broer van presentator Thijs Zeeman.